# Danilo Chacón
Danilo Chacón Carvajal (Santiago, 6 de febrero de 1965) es un exfutbolista y entrenador chileno. Su puesto habitual era defensa. Chacón tuvo una trayectoria de más de 16 años, destacando sus inicios en Universidad Católica, donde consiguió un título mundial a nivel sub-19 y un campeonato en la Primera División de Chile. Posteriormente se desempeñó en diversos clubes hasta su retiro a fines de 1999.

## Trayectoria

### Como jugador
Jugando por su club formador, Universidad Católica, se consagró campeón del mundo juvenil al ganar el Torneo Internacional de Croix Sub-19 1980, junto a otros jugadores de su generación como Juvenal Olmos, Gastón Cid, Patricio Mardones y Pablo Yoma. Luego fue cedido a Green Cross-Temuco por una temporada. En su regreso a Universidad Católica integró el plantel campeón del Torneo oficial 1984, campaña en la cual estuvo presente en dos partidos. Tras salir nuevamente a préstamo a Provincial Osorno, volvió a defender a su club formador y participó en tres juegos de la temporada 1986.
Después de finiquitar su contrato con Universidad Católica, jugó en Deportes Ovalle, Deportes La Serena, O'Higgins, Audax Italiano y Deportes Temuco.

### Como entrenador
En su trayectoria como entrenador, se vinculó en forma reiterada con Deportes Ovalle, equipo que dirigió en 2005, 2010, 2011, 2013, y en temporadas sucesivas. Además, dirigió a Deportes La Serena.
En 2021, trascendió su influencia en la recuperación futbolística de Francisco Silva, jugador que definió la Copa América Centenario en el último turno de la tanda de penales.

## Clubes

### Como jugador
| Club                          | País  | Año       |
| ----------------------------- | ----- | --------- |
| Universidad Católica          | Chile | 1982-1986 |
| → Green Cross-Temuco (cedido) | Chile | 1983      |
| → Provincial Osorno (cedido)  | Chile | 1985      |
| Deportes Ovalle               | Chile | 1987-1990 |
| Deportes La Serena            | Chile | 1991-1993 |
| O'Higgins                     | Chile | 1994-1995 |
| Audax Italiano                | Chile | 1996-1997 |
| Deportes Temuco               | Chile | 1998      |
| Deportes Ovalle               | Chile | 1999-2000 |

### Como entrenador
| Club               | País  | Año  |
| ------------------ | ----- | ---- |
| Deportes La Serena | Chile | 2004 |
| Deportes Ovalle    | Chile | 2005 |
| Deportes Ovalle    | Chile | 2011 |
| Deportes Ovalle    | Chile | 2015 |
| Deportes Ovalle    | Chile | 2016 |

## Palmarés

### Torneos nacionales
| Título           | Club                 | País  | Año  |
| ---------------- | -------------------- | ----- | ---- |
| Primera División | Universidad Católica | Chile | 1984 |

### Torneos internacionales
| Título                               | Equipo               | País  | Año  |
| ------------------------------------ | -------------------- | ----- | ---- |
| Torneo Internacional de Croix Sub-19 | Universidad Católica | Chile | 1980 |